# 田原伸吾
田原 伸吾（たはら しんご、1967年4月25日 - ）は、日本の元アマチュア野球選手（外野手）・コーチ、TDK社員。
此花学院高校の強打者として知られ、本塁打を量産して「浪速のベーブルース」としてスポーツ紙で取り上げられた。また、当時は清原和博のライバルと目されていた。
その後、明治大学卒業を経て社会人野球熊谷組、TDKでプレーする。

## 経歴
1983年、此花学院高校に入学する。1年生からレギュラーで出場し本塁打を量産した。高校通算で78本のホームランを打ち、これは同学年の清原を14本上回る成績で、当時の日本記録を樹立する。
PL学園野球部の練習場の付近で練習していたため、PL学園が練習を終えるまでは自分たちも練習を続けると意識したという。1985年の夏の甲子園大阪府予選の盾津戦では右越え2点本塁打を放ち、準々決勝では同期の桑田、清原のKKコンビを擁するPL学園と対戦する。しかし、桑田投手を相手に二塁打を放つも、此花学院高校は1 - 5でPL学園に敗戦する。
また、体育振興牌を秩父宮記念体育振興会から授与される。
その後、プロ野球の球団からの誘いを断り、東京六大学の明治大学へ進学。神宮では2本と本塁打こそ少なかったが、4年生の秋、水戸市市民球場で行われた島岡吉郎監督の追悼試合で早稲田大学と対戦。4番打者として勝利に貢献する。
大学卒業後もプロ野球の誘いが来るが断り、社会人野球の名門チーム熊谷組に入社。1年目にはスポニチ大会で優勝に貢献 、2年目には2打席連続ホームランを打ち同大会にて優秀選手に選ばれる。
翌々年にゼネコンが不況になり、熊谷組野球部が休部になるが、92年に田原はTDKに移籍。低迷していた野球部の建て直しに取り組み、TDKを11年ぶりに東北地区代表として都市対抗全国大会出場に導く。
同時に秋田県仁賀保町の地域活性化にも貢献する。
96年から熊谷組がクラブチーム、熊球クラブとして復活し、TDKに所属しながら在籍する。コーチ兼任としてプレーし、3度のクラブ選手権全国大会に出場し、97年は全国クラブ選手権大会準優勝に貢献する。
2005年時点ではTDK海外駐在員としてシンガポールにセールスマネージャーとして勤務する。シンガポールに駐在中は、ボランティアで硬式野球のシンガポール代表チームの臨時コーチを勤める。
また、2015年にはTDK硬式野球部の次期監督の有力候補であると報じられ、同年10月から就任予定であるとされていた。